# Nimeni nu-i perfect
Nimeni nu-i perfect este un serial românesc regizat în 2008 cu Dragoș Moștenescu și Emil Mitrache în rolurile principale. Nimeni nu-i perfect este un proiect îndrăzneț, după o idee și un format original, o adevărată rețetă a succesului, în care, alături de actorii consacrați, și-au făcut debutul și tinere talente ale filmului românesc.

## Poveste
Povestea se centrează în jurul familiilor Chivu și Predescu.
Dan Chivu, șomer și divorțat, locuiește împreună cu fiul său de 17 ani, Oaki și cu fratele mai mare, burlacul de 40 de ani Valentin (Vali).
Ambasadorul Predescu locuiește într-o vilă grandioasă împreună cu fiica sa Irina,cu nepoata de 17 ani Simona și cu valetul Anton.
Dan se angajează la vila Predescu ca infirmieră! De aici apar complicațiile, deoarece Dan a luat o nouă identitate, Doamna Dana. Predescu nu o suportă și îi pune porecla „Maimuțica cu Cercei”. Oaki o place pe Simona, dar nu se încumetă să își dezvăluie sentimentele. Simona este împreună cu Robert (baschetbalistul școlii) care este dorit și de Mădălina (Mădă), prietena cea mai buna a Simonei. 
În al doilea sezon lucrurile se complică, căci Dana este cerută în căsătorie de Predescu și își dezvăluie adevărata identitate. Predescu intră în comă din cauza șocului, dar se trezește după mult timp (în care Dan era îngrijorat că Predescu nu o să se mai trezească niciodată și că ar putea fi vina lui. În plus se teme ca în caz în care își revine să nu îl dea in judecată) cu o amnezie.
Între timp, Oaki și Simona se îndrăgostesc, dar povestea lor amoroasă nu durează mult, datorită unei fete de la țară, Maria, care se îndrăgostește de Oaki... Simona încearcă cu disperare să-i dea papucii lui Robert, ca să fie iubita lui Oaki. Reușește doar când e prea târziu (Oaki și Maria fiind un cuplu), iar Robert își formeaza o relație cu Mădă.
De asemenea, Dan este nevoit să își ia o a treia identitate, psihologul Tomescu,care face ședințe cotidiene familiei Predescu. 
Alte personaje importante ar fi Bobo, prietenul din copilărie a lui Oaki care în ciuda greutății sale, minte mereu că ar avea prietene și directoarea liceului, poreclită de copii, Cruela. Bobo a fost primul care a cunoscut-o pe Maria (desigur povestindu-le prietenilor săi despre ea ca fiind o iubită), având sentimente pentru ea. După ce eșueaza cu Maria, Bobo își încearcă norocul cu cea mai dorită fata din liceu... Simona.
Cruela în schimb nu își prea are rolul în primul sezon, ea fiind doar un obstacol în desăvârșirea unor planuri minore. În a doua parte, însă, devenind iubita lui Vali, are un rol mult mai mare. La mijlocul sezonului al II-lea apare Eva, fiica pierdută și regăsită a ambasadorului Predescu.

## Personaje
Dan/a Chivu. Dan avea o slujbă ca asistent medical la un spital, până când a fost concediat. El are un fiu, Oaki care învața la liceul "Marin Sorescu". Amândoi locuiesc la Vali, fratele mai mare a lui Dan. Dorind ca fiul său să-și continue studiile, Dan își ia o identitate nouă, Dna. Dana, infirmiera ambasadorului Predescu. În al II-lea sezon, Dan își ia o nouă identitate, psihologul Tomescu care "încearcă" să-l vindece pe Predescu de amnezie. Cu aceste măști încearcă să se apropie mai mult de Irina, fiica ambasadorului, pentru care simte ceva. În al II-lea sezon se îndrăgostește de Eva cu care își formează o relație. În sezonul al III-lea el renunță la travestit, totuși, din cauza lipsei banilor el dorește să-și reia identintatea "Doamnei Dana" pentru a le putea oferi soției sale, Eva și celor doi gemeni nenăscuți încă un trai de viață normal. Este însă oprit de fratele său, Vali. De asemenea el este capabil să își câștige traiul din noua afacere pe care o are tot cu Vali, și anume conduce cantina universitară unde își petrec mare parte din timp, Oaki, fiul său și prietenii lui.  "Dan" este interpretat de Dragoș Moștenescu.  
Valentin Chivu Prescurtat, Vali este profesorul de sport la Liceul "Marin Sorescu", locul unde învață și nepotul său, Oaki. El îi are drept "chiriași" pe fratele său mai mic, Dan și fiul acestuia, Oaki. Vali este genul macho, care cucerește orice femeie. El e cel care îl acoperă cel mai mult pe fratele său când are probleme cu travestiul. Se mai enervează câteodată dar îi trece. În al II-lea sezon își formează o relație cu directoarea, Cruela. Chiar dacă nu o arată sau nu o zice, își iubește fratele, job-ul și iubita. În al III-lea sezon însă, odată cu mutatul lui Oaki la cămin, se alege cu alt chiriaș, și anume Eva. Totuși, la început îi lasă casa fratelui său și se mută la casa Predescu. De asemenea, tot în acest sezon își dă demisia de la Liceul "Marin Sorescu" deoarece, după ce o înșelase pe Cruela cu Irina, a considerat că directoarea școlii este mult prea periculoasă pentru a mai rămâne în aceeași școală cu ea. Vali se presupune a fi cel mai mare inamic al ambasadorului Predescu. "Vali" este interpretat de Emil Mitrache. Arhivat în 15 septembrie 2014, la Wayback Machine.
Ambasadorul Predescu Numele lui adevărat este Ștefan. El locuiește într-o vilă grandioasă cu fiica sa, Irina, cu nepoata Simona și cu valetul său cam prostănac Anton. După ce Dan primește slujba ca infirmiera ambasadorului, acesta nu prea o agreează și îi zice "Maimuțica cu Cercei". În timp se îndrăgostește de Dana și o și cere în căsătorie. După ce își revine din comă, se alege cu o amnezie zdravană care ține până la sfârșitul sezonului al II-lea. Între timp se reîntâlnește și cu fiica sa pierdută, Eva, despre care bineînțeles nu își amintește nimic. Predescu este un tip destul de morocănos, care atunci când îi revine memoria se hotărăște să îl omoare pe Dan. Însă după ce află ca Eva este însărcinată, de dragul ei și al nepotului(care se dovedesc mai târziu să fie doi) hotărăște să îl lase în viață. Totuși rămâne sceptic în privința lui, suspectându-l încă de travestiu(așa cum este văzut în primul episod al sezonului al III-lea când îl prinde pe Dan purtând un dres, când se pregătea să plece în luna de miere. Eventual îi este explicat de Dan că numai are haine bărbătești din pricina lunilor în care a fost mai mult D-na Dana, decât Dan). De asemenea consideră ca binele fetelor lui este cât mai departe de frații Chivu. El este interpretat de Sebastian Papaiani. Arhivat în 20 mai 2006, la Wayback Machine.
Irina Predescu Irina este o femeie foarte frumoasă, inteligentă și serioasă, dar care are o mare problemă: obsesia ei pentru bărbați. Își iubește foarte mult fiica, Simona și tatăl, însă nu o interesează deloc soarta lui Anton, valetul. Pe timpul comei și amneziei ambasadorului, Irina face toate eforturile ca tatăl său să se vindece. Ea se află în relații foarte bune cu Simona și o respectă foarte mult pe Dana. Din păcate în primul sezon ea nu vede sentimentele lui Dan Chivu pentru ea. Tot în primul sezon are o relație cu Vali, pe care o reia în sezonul al III-lea. Prietenele cele mai bune ale Irinei sunt: Simona (fiica ei), Dana, Eva și directoarea școlii, Cruela. Însă din cauza geloziei care a înnebunit-o total pe directoarea școlii, ea nu o mai consideră prietena sa. Ea este cea care îi ia cel mai mult apărarea lui Vali când apar certuri între acesta și tatăl său. De asemenea ei îi pare cel mai rău când Dana dispare într-un mod misterios. În sezonul al II-lea se întâlnește pentru prima dată cu sora sa, Eva, a cărei prezență nu-i face prea mare plăcere. Se reîntâlnește și cu vechea ei pasiune din liceu, Relu (instalatorul) cu care încearcă să se cupleze. În afară de Relu ea dorea o relație cu Dan Chivu, Psihologul Tomescu și cu noul psiholog al tatălui său. "Irina" este interpretată de Andreea Măcelaru Șofron.
Eva Predescu Cunoscută la început ca Eva Stănculescu, fiica nelegitimă a lui Ștefan Predescu, apare la mijlocul sezonului al II-lea. Este la început prezentată, în mod eronat, drept amanta fostului ambasador. La invitația tatălui său, se instalează în casa Predeștilor și este recunoscută de ambasadorul în retragere, luând numele de Eva Predescu. Deși contestată violent de către sora ei, Irina, o ajută pe aceasta să se împace cu Simona, înscenându-i o rană gravă la piciorul stâng, după care cele două au mărturisit cauzele deciziilor lor eronate. Îl cunoaște accidental pe Dan Chivu într-un magazin de lenjerie intimă, în timp ce acesta o urmărea ca să o poată da afară din casa Predescu, folosind bineînțeles, identitatea doamnei Dana. După acest accident, începe să flirteze cu acesta, sărutându-l chiar de la prima vedere, după ce l-a dojenit pentru atitudinea lui de spion. Acest flirt evoluează într-o relație serioasă, amândoi îndragostindu-se unul de altul, deși încă de la început apar mai multe complicații, inclusiv "testul de fidelitate" a lui Vali, pentru a demonstra că nu este iubita potrivită pentru fratele său, test pe care l-a trecut, cu toate că au făcut proaspătul cuplu să fie certat. Este cerută în căsătorie de către Dan, imediat după împăcarea dintre ei doi. După ce refuză cererea în căsătorie, rămâne însărcinată cu acesta. La începutul sezonului al III-lea, se căsătorește cu Dan și întemeiază o familie împreună cu acesta, urmând ca la sfârșit să nască doi gemeni. Prietenii cei mai buni ai Evei sunt: Irina, Simona și Dan. "Eva" este interpretată de Crenguța Harinton.
„Oaki” Chivu. Oaki este un băiat de 17 ani, elev la liceul Marin Sorescu. Oaki este foarte leneș și are note foarte mici la școală. Prietenul lui cel mai bun este Bogdan (Bobo). El are în primul sezon și în primele zece episoade din cel de-al II-lea o pasiune nemaiîntâlnită pentru Simona (strigată de el, Simo). Nu se înțelege absolut deloc cu Robert, vedeta echipei de basket. În al 2-lea sezon se îndrăgostește de Maria, o fată dintr-un sat de țară. Are o relație destul de serioasă cu aceasta, până când apar unele complicații. La începutul sezonului II, el are o relație sexuală cu Simona. La sfârșitul sezonului al II-lea, se desparte de Maria și își reia relația cu Simona. El știe despre travestiul tatălui său și îl ajută cum poate. În sezonul al III-lea el poartă constant o pălărie și este student la geografie (mai precis la turism). Numele lui adevărat este Matei Chivu. "Oaki" este interpretat de Adrian Simion. 
Simona Predescu Simona este fiica la fel de frumoasă, de inteligentă, dar poate nu la fel de serioasă și înnebunită după bărbați a Irinei...și nepoata ambasadorului. Ea este în clasă cu Oaki, pentru care simte ceva în primul sezon, dar e puțin nehotărâtă. De aceea în primul sezon ea este iubita lui Robert, dușmanul mare al lui Oaki. Totuși în cel de-al doilea sezon ea își formează o relație cu Oaki, e întreruptă pe aproximativ tot parcursul sezonului, fiind reluată abia la sfârșit. Cei mai buni prieteni ai Simonei sunt mama ei, Oaki, Bobo, Mădălina și Robert.(în primul sezon și Delia, iar câteodată și Grațiela). În al III-lea sezon ea intră la jurnalism și își face o nouă prietenă cu care locuiește în cămin, Bianca. Simona îl poreclește pe Oaki, "crețule" și îl iubește foarte mult. "Simona" este interpretată de Liana Petrescu. 
Detalii despre film
Bogdan "Bobo", "Bobolina (de Simona)" Chiriac Bobo este prietenul cel mai bun a lui Oaki. În ciuda greutății sale el se consideră un gigolo gata să dea pe spate toate fetele pe care le întâlnește în cale. El este ultimul virgin al universității. Cele mai mari fobii ale sale sunt foamea și tatăl lui, soldat de origine. Atunci când îi e foame stomacul său scoate un ghiorțăit puternic, devenind o altă persoană cu care Bobo vorbește constant. Maria este prima fată pentru care a simțit ceva cu adevărat, nu numai pentru că era frumoasă, ci și pentru că era drăguță, deșteaptă și foarte amabilă. Este interpretat de Stelian Cătălin Ionuț.
Robert Robert este vedeta echipei de baschet a liceului Marin Sorescu. Este un tip macho, dur, care vrăjește orice femeie. În sezonul I, a avut o relație cu Simona, care i-a deșteptat un pic sensibilitatea. Însă, în sezonul II, se desparte de Simona și se cuplează cu Mădă, fata cam prostănacă a liceului. Cei mai buni prieteni ai lui Robert sunt: Blondu, Ross și Simona. Este cel mai mare dușman al lui Oaki. În sezonul al III-lea, este închis pentru furt, fiind eliberat la mijlocul sezonului. Este interpretat de Armand Utma.

## Episoade
| Sezonul | Episoade | Premieră    | Apariții ale Danei |
| ------- | -------- | ----------- | ------------------ |
| 1       | 64       | 2008        | 63                 |
| 2       | 56       | 2008 - 2009 | 52                 |
| 3       | 52       | 2009        | 2                  |
| TOTAL   | 234      | 2008        | 107                |

### Sezonul 1
- Episodul 1 - Asistenta
- Episodul 2 - Prima Zi de Muncă
- Episodul 3 - Testul
- Episodul 4 - Vizită la Spital
- Episodul 5 - Buletinul
- Episodul 6 - Hainele
- Episodul 7 - Actorul
- Episodul 8 - Plecarea lui Oaky
- Episodul 9 - Răzbunarea lui Robert
- Episodul 10 - La mall
- Episodul 11 - Bănuiala lui Oaky
- Episodul 12 - Inelul
- Episodul 13 - Urâta
- Episodul 14 - Fricoșii
- Episodul 15 - Fumatul
- Episodul 16 - Eliminarea
- Episodul 17 - Alarma
- Episodul 18 - Descoperirea lui Oakie
- Episodul 19 - Oak Acceptă Situația
- Episodul 20 - Vechiturile
- Episodul 21 - Jurnalul
- Episodul 22 - Doubledate
- Episodul 23 - Simona e cu Robert
- Episodul 24 - Testele Sportive
- Episodul 25 - Meciul
- Episodul 26 - Home Video
- Episodul 27 - Filmul
- Episodul 28 - Întâlnirile
- Episodul 29 - Robert face Sex cu ma-sa
- Episodul 30 - Vedeta
- Episodul 31 - Teza la Chimie
- Episodul 32 - Dan in Love
- Episodul 33 - Bibliotecara
- Episodul 34 - Liftul
- Episodul 35 - Împăcarea
- Episodul 36 - Primul Date
- Episodul 37 - Don Juan
- Episodul 38 - Masculul
- Episodul 39 - Obsedata
- Episodul 40 - Grevă în Liceu
- Episodul 41 - Petrecerea
- Episodul 42 - Bețivul
- Episodul 43 - Salsa
- Episodul 44 - Tatuajul
- Episodul 45 - Revelația
- Episodul 46 - Marea Idee
- Episodul 47 - Podul
- Episodul 48 - Fondul Clasei
- Episodul 49 - Nunta
- Episodul 50 - Cosmeticele
- Episodul 51 - Londra
- Episodul 52 - Bobo Profesor
- Episodul 53 - Cura de Slăbire
- Episodul 54 - Asistentul
- Episodul 55 - Dana la Spital
- Episodul 56 - În căutarea Danei
- Episodul 57 - Crima Perfectă
- Episodul 58
- Episodul 59 - Clipul
- Episodul 60 - Prima Emisie
- Episodul 61 - Dana Vedetă
- Episodul 62 - Furtul
- Episodul 63 - Paparazzi
- Episodul 64 - Petrecerea de Final de An

### Sezonul 2
- Episodul 1 - Nunta
- Episodul 2 - Predescu la Spital
- Episodul 3 - (Noua Colega ?)
- Episodul 4 - Predescu Reloaded
- Episodul 5 - Prima oară
- Episodul 6 - Predescu vine Acasă
- Episodul 7 - Dulapul
- Episodul 8 - Brățara GPS
- Episodul 9 - Ecusoanele
- Episodul 10 - Abandonul
- Episodul 11 - Găsirea lui Predescu
- Episodul 12 - Țiriac Psihologul
- Episodul 13 - Ceartă între Prieteni
- Episodul 14 - Irina îl place pe Tomescu
- Episodul 15 - Irina și Tomescu
- Episodul 16 - Motelul
- Episodul 17 - Terapia de Șoc
- Episodul 18 - Irina și Gil
- Episodul 19 - Viața la Țară
- Episodul 20 - Predescu Neacuzabil
- Episodul 21 - Hipnoza
- Episodul 22 - Amantul
- Episodul 23 - Securistul
- Episodul 24 - Refuzul Tratamentului
- Episodul 25 - Decizia lui Oaky
- Episodul 26 - Cererea în Căsătorie
- Episodul 27 - Majoratul
- Episodul 28 - Carnetul de Conducere
- Episodul 29 - Facturile
- Episodul 30 - Scara
- Episodul 31 - La Agronomie
- Episodul 32 - Încercarea de Despărțire
- Episodul 33 - Actele Casei
- Episodul 34 - Poza
- Episodul 35 - Eva
- Episodul 36 - Mutările
- Episodul 37 - Conviețuirea
- Episodul 38 - Seara Romantică
- Episodul 39 - Obiectul Sexual
- Episodul 40 - Dan o cere pe Eva
- Episodul 41 - Moare Bobo
- Episodul 42 - Petrecerea Simonei
- Episodul 43 - Constipatul
- Episodul 44 - Dana Bolnava
- Episodul 45 - Șantierul
- Episodul 46 - La Spital
- Episodul 47 - Banii din Portofel
- Episodul 48 - Grasa
- Episodul 49 - Sărutul
- Episodul 50 - Dan e Cool
- Episodul 51 - Gelozia
- Episodul 52 - Analizele
- Episodul 53 - Maria și Luca
- Episodul 54 - Eva e Însărcinată
- Episodul 55 - Adio Dana
- Episodul 56 - Ziua Judecății

### Sezonul 3
- Episodul 1 - Cununia Civilă
- Episodul 2 - Mărturisirile
- Episodul 3 - Lucrurile
- Episodul 4 - Poker pe Femei
- Episodul 5 - Izmenele
- Episodul 6 - Răscoala Studenților
- Episodul 7 - Roomservice
- Episodul 8 - Nașterea
- Episodul 10 - Ecografia
- Episodul 11 - Certurile
- Episodul 12 - Învoirea
- Episodul 13 - Cârnații
- Episodul 14 - Căsătoria
- Episodul 15 - Șantajul
- Episodul 16 - Pisica
- Episodul 17 - Kung Fu Master
- Episodul 18 - Camera Frigorifică
- Episodul 19 - Joburile
- Episodul 20 - Blana
- Episodul 21 - Koreenii
- Episodul 22 - Urșii
- Episodul 23 - Fantoma Ninja
- Episodul 24 - Alarmă Falsă
- Episodul 25 - Ambulanța
- Episodul 26 - Criza
- Episodul 27 - Gravidele
- Episodul 28 - Cerșetorul
- Episodul 29 - Sechestrarea
- Episodul 30 - Piscina
- Episodul 31 - Donatorul
- Episodul 32 - Nașterea
- Episodul 33 - Întoarcerea
- Episodul 34 - Lapte Praf
- Episodul 35 - Cateringul
- Episodul 36 - Evadatul
- Episodul 37 - Comanda
- Episodul 38 - Fete la Nămol
- Episodul 39 - Eliberarea
- Episodul 40 - Bucătarul
- Episodul 41 - Oglinda Retrovizoare
- Episodul 42 - Cocoșul de Luptă
- Episodul 43 - Bona
- Episodul 44 - Văduvul Vesel
- Episodul 45 - Nunta Falsă
- Episodul 46 - Divorțul
- Episodul 47 - Dana Manechina
- Episodul 48 - Concedierea
- Episodul 49 - Copilul din Flori
- Episodul 50 - Moștenirea
- Episodul 51 - Asigurarea de Viață
- Episodul 52 - Pensiunea
- Episodul 53 - Botezul lu Iulica